# Cyclodictyon kinabaluense
Cyclodictyon kinabaluense là một loài rêu trong họ Pilotrichaceae. Loài này được Nog. & Z. Iwats. mô tả khoa học đầu tiên năm 1972.